# ステラーカケス
ステラーカケス(学名：Cyanocitta stelleri)は、スズメ目カラス科に分類される鳥類の一種。
アオカケスの近縁種。ステラーズ・ジェイ（英名：Steller's jay）
黒い頭とトサカをもち、ダークブルーの尾と翼をもつ。体躯はカラスよりも一回りほど小さい。

## 分布
北アメリカ大陸、新北区に生息する。 ロッキー山脈など深い樹木で覆われた森林に生息するが、森林の多い公園や喧騒を離れた住宅街でも姿を見ることができる。

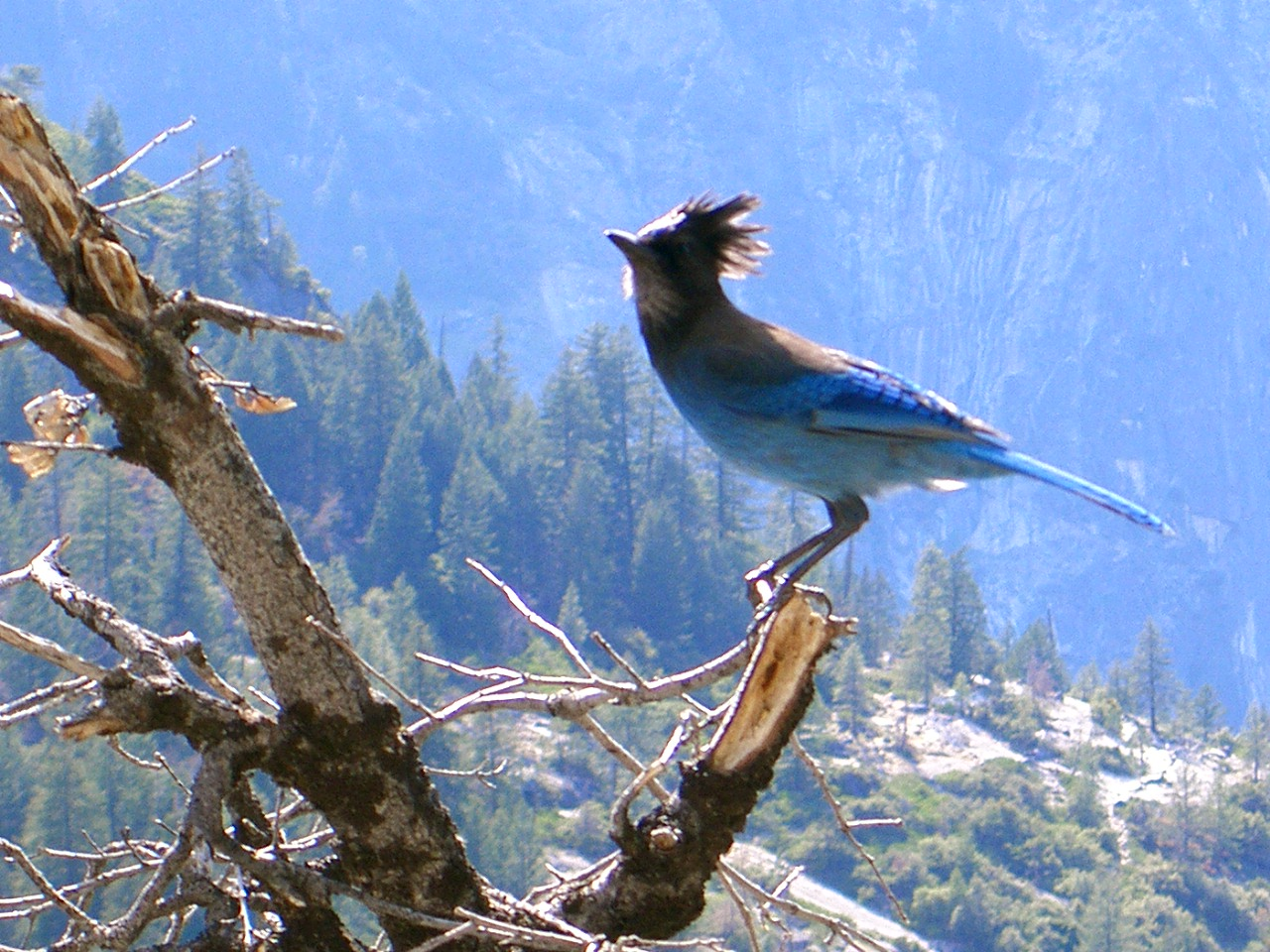
ステラーカケス